# عادل عبد الكريم ياسين
عادل عبد الكريم ياسين (أبو أكرم؛ 1933 – 30 يونيو 2017) سياسي فلسطيني بارز، من مواليد بلدة بلعا في محافظة طولكرم، وهو أحد المؤسِّسين الخمسة للثورة الفلسطينية المعاصرة وحركة التحرير الوطني الفلسطيني "فتح"، حيث المؤسسين الخمسة هم: عادل عبد الكريم ياسين، وياسر عرفات، وخليل الوزير، وعبد الله الدنان، وتوفيق شديد.

## نشأته وتحصيله العلمي
وُلد عادل عبد الكريم ياسين في بلدة بلعا في محافظة طولكرم عام 1933، تلقى تعليمه الابتدائي في فلسطين، ثم غادرت أسرته إلى سوريا عام 1948 فأكمل هناك تعليمه الإعدادي والثانوي. التحق بعد ذلك بكلية العلوم في الجامعة السورية بدمشق لدراسة البكالوريس في الرياضيات، كما حصل على درجة الماجستير في الرياضيات عام 1973، وعلى درجة الدكتوراه في ذات التخصص من لندن عام 1982.

## بدايته في الحياة السياسية
خلال دراسته الجامعية، اشترك عادل عبد الكريم ياسين مع صديقه عبد الله الدنان في تشكيل رابطة أبناء فلسطين في سوريا، من أجل تجنيد الفلسطينيين في سوريا، وتدريبيهم على حمل السلاح. وفي عام 1955 عمل معلمًا في إحدى مدارس دمشق، ثم غادر إلى الكويت عام 1956 حيث عمل معلمًا هناك.
التقى عادل عبد الكريم بياسر عرفات وخليل الوزير في أواخر عام 1958، حيث تباحثوا بشأن القضية الفلسطينية، وفي نهاية مايو 1959 عقد اجتماع آخر تم الإتفاق فيه على إنشاء تنظيم فلسطيني يعمل على تحرير فلسطين، كما جرى تكليف عادل عبد الكريم بوضع البيان الذي يحدد الهوية الكفاحية للتنظيم بشكل غاية في السرية، وشارك عادل عبد الكريم في وضع دستور وميثاق حركة فتح، وقد كان يكتب باستمرار مقال «رأينا» في مجلة «فلسطيننا»، وكان يوقع باسم «فتح».
أصبح عادل عبد الكريم عضواً في اللجنة المركزية لحركة فتح منذ تأسيسها، ثم انسحب من اللجنة على خليفة حادثة مقتل النقيب يوسف عرابي في مايو 1966، واتهام السلطات السورية لقادة فتح بقتله باعتباره بعثياً، كما انسحب مع عادل عبد الكريم آخرين كان من أبرزهم عبد الله الدنان.

## حياته الأكاديمية
اتجه عادل عبد الكريم إلى العمل الأكاديمي، حيث عمل محاضراً في الكويت حتى عام 1992، ثم انتقل للتدريس في إحدى جامعات ماليزيا، ومن ثم استقر في الشارقة.

## وفاته
توفي عادل عبد الكريم ياسين في إمارة الشارقة في الإمارات العربية المتحدة يوم الجمعة 30 يونيو 2017، ونعى عادل عبد الكريم كل من رئيس دولة فلسطين محمود عباس، ورئيس المجلس الوطني الفلسطيني سليم الزعنون، وحركة فتح.

## كِتاب عنه
في عام 2021 صدر كِتاب عن سيرته السياسية بعنوان «المناضل الكبير الدكتور عادل عبد الكريم ياسين: حياته ونضالاته» من تأليف عبد الله مصطفى الدنان.

## وصلات خارجية
- كتاب «المناضل الكبير الدكتور عادل عبد الكريم ياسين: حياته ونضالاته» من تأليف عبد الله الدنان